# Ohňová země (argentinská provincie)
Ohňová země (španělsky Tierra del Fuego, celým názvem Tierra del Fuego, Antártida e Islas del Atlántico Sur, tj. Ohňová země, Antarktida a ostrovy jižního Atlantiku) je argentinská provincie. Skládá se z části souostroví Ohňové země a formálně části Antarktidy a několika souostroví v jižním Atlantském oceánu a v Jižním oceánu.

## Administrativní dělení
Provincie sestává ze 4 departementů. V praxi Argentina spravuje pouze dvě z nich na východní části ostrova Ohňová země a přilehlých ostrovech; třetí je fakticky britským zámořským územím a poslední, antarktická část, je předmětem mezinárodních sporů mezi Argentinou, Spojeným královstvím a Chile.
- departement Río Grande (hlavní město Río Grande)
- departement Tolhuin (hlavní město Tolhuin)
- departement Ushuaia (hlavní město Ushuaia)
- departement Ostrovy jižního Atlantiku – souostroví Falklandy, Jižní Georgie, Jižní Sandwichovy ostrovy, Jižní Orkneje, které fakticky jsou součástmi britských zámořských území Falklandy, Jižní Georgie a Jižní Sandwichovy ostrovy a Britské antarktické území; Argentina tak nemá na jejich správu vliv
- departement Argentinská Antarktida – část Antarktidy vymezená 25. a 74. západním poledníkem, nárokovaná na Spojeném království; územní nárok zmrazen po dobu platnosti Smlouvy o Antarktidě.